# Isetta
El Isetta es un microcoche que fue producido inicialmente por Iso y más tarde bajo licencia por otros constructores de automóviles.

## Historia
El Isetta fue uno de los microcoches más exitosos producidos en los años posteriores a la Segunda Guerra Mundial, una época en la que se necesitaba un transporte económico y de corta distancia. Aunque el diseño es italiano, se construyó en países como España, Bélgica, Francia, Brasil, Alemania o el Reino Unido. Debido a su peculiar forma de huevo y sus ventanas de burbuja, adquirió el apodo del coche-pompa. En otros países fue «Das rollende Ei» (huevo con ruedas) o «Sargwagen» (tumba sobre ruedas) en Alemania; «pot de yaourt» (tarro de yogur) en Francia; «bola de futebol de fenemê» (pelota de fútbol de camión) en Brasil (FNM son las iniciales de una marca de camiones brasileña); y en Uruguay y Chile todavía es conocido como el «huevito». En Argentina se lo conoce como «ratón».

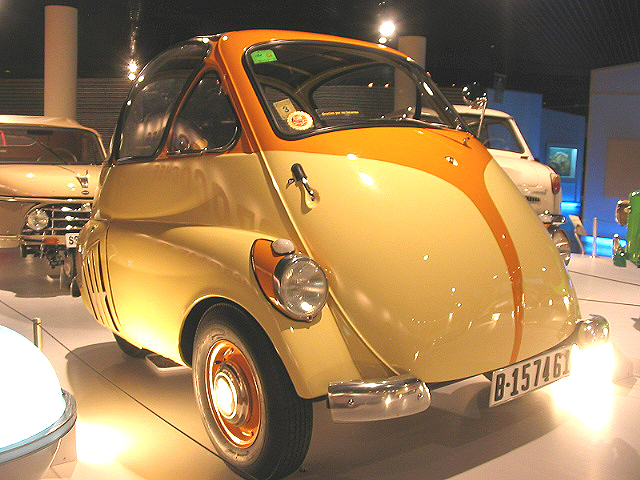
Iso Isetta
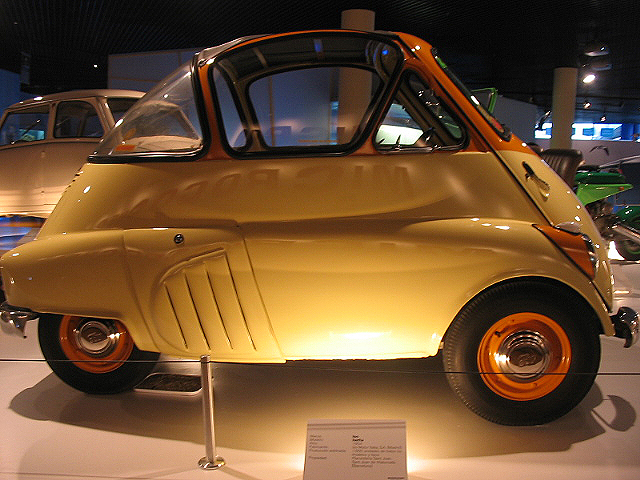
Vista lateral

## BMW 600
El BMW 600 fue el mayor de los microcoches de BMW. El BMW 600 se hizo para que fuera una versión alargada y más potente con cuatro ruedas.

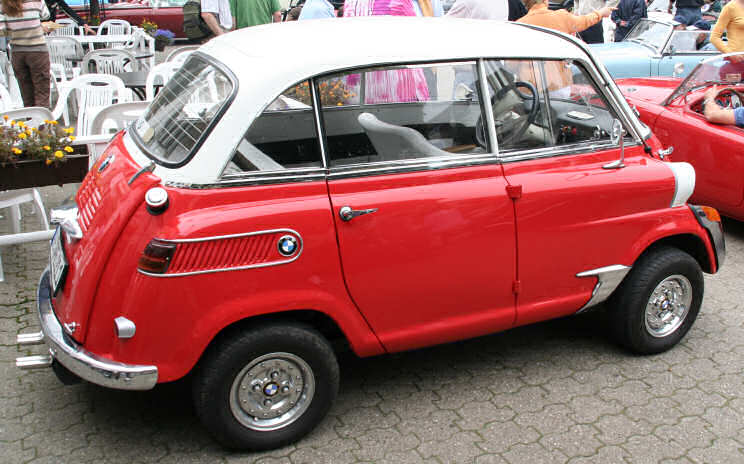
BMW 600, de cuatro plazas parcialmente basado en el BMW Isetta biplaza.

El frontal fue casi exactamente igual que el Isetta original, pero se alargó la batalla para alojar hasta cuatro asientos. También se añadió un eje trasero convencional. BMW introdujo la suspensión independiente en el nuevo modelo, que sería a posteriori usada en casi todos los nuevos modelos en las cuatro siguientes décadas. Debido a su añadido de tamaño y peso, el 600 equipaba un motor más potente que el Isetta común. Un motor de dos cilindros opuestos y 582cc, procedente de la motocicleta BMW R67, un motor bóxer bicilíndrico. Su velocidad máxima subió hasta los 103 km/h.
En dos años, solo se produjeron 34 000 unidades, parcialmente debido a la competencia de precios con la versión básica del Volkswagen Beetle. A finales de los años 1950, los consumidores querían coches con aspecto de coche, y perdieron interés en los modelos económicos. Aun así, las ventas se sostuvieron durante 1957 debido a la crisis de la energía. No fue un éxito en las ventas, pero comenzó el proceso de diseño para su sucesor de más éxito, el BMW 700.
En mayo de 1962, BMW cesó la producción del Isetta. 161 728 unidades fueron construidas. Fuera de Alemania, en Argentina la firma Metalmecánica SAIC bajo la marca  de Carlo fabricó 1413 Isettas 600.

## Estadísticas
Iso solo fabricó 1000 Isettas. Romi-Isetta (Brasil) manufacturó 3000, Velam-Véhicule Léger à Moteur (Francia) produjo unos 5000 coches, la empresa británica  Isetta of Great Britain  fabricó hasta 30 000 unidades, pero solo se construyeron 1750 coches de tres ruedas.
BMW construyó 136 367 Isettas. De todos los fabricados por BMW, 8500 fueron exportados a los Estados Unidos, de los que se estima que todavía 1000 siguen en orden de marcha. Un ejemplar muy bien conservado se puede observar a la entrada del Museo del Coche Clásico de Malta, en Qawra.

## Imágenes del BMW Isetta
Exposición del automóvil en La Plata, Argentina

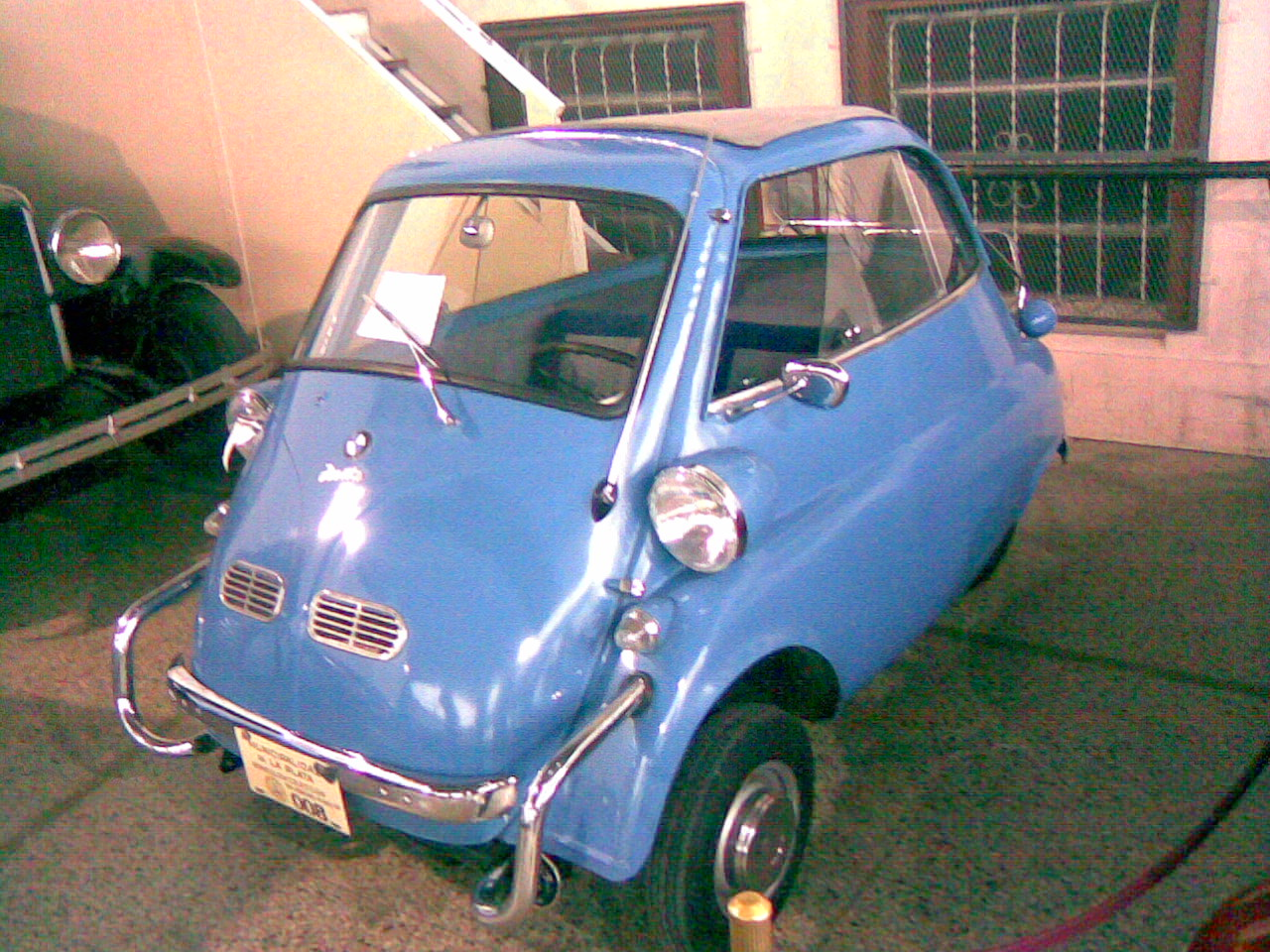
BMW Isetta, vista exterior.
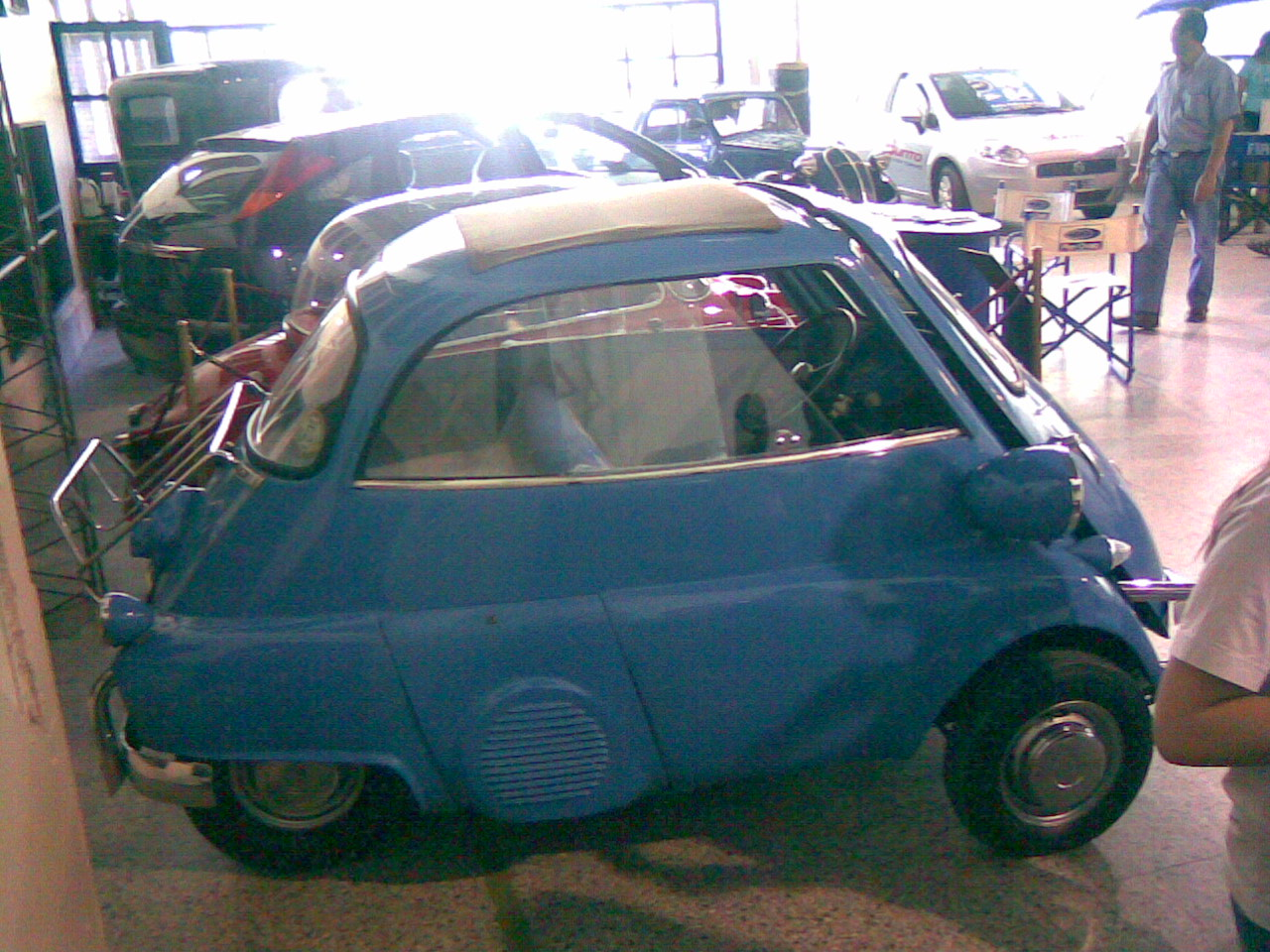
BMW Isetta, vista exterior.
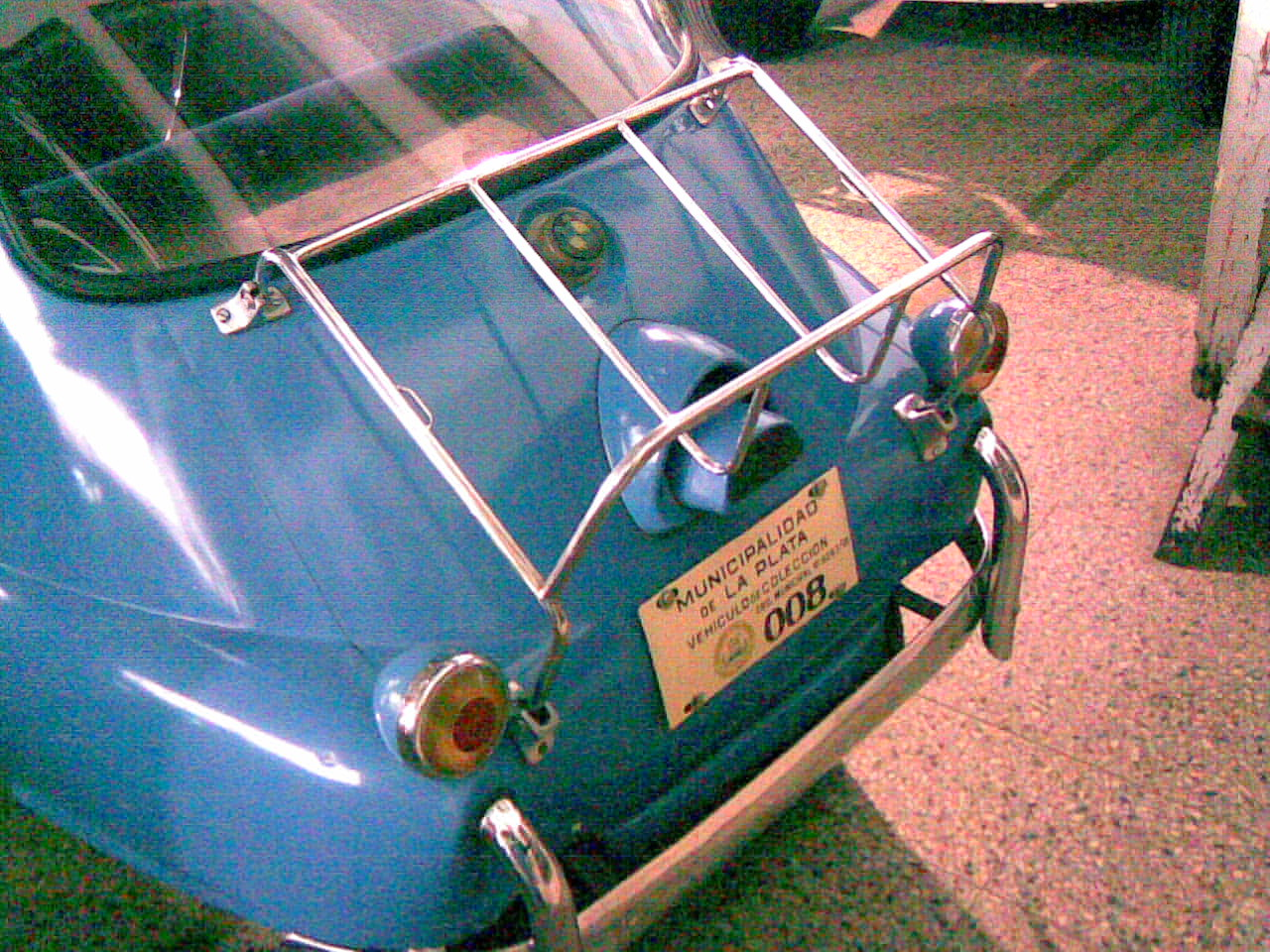
BMW Isetta, vista exterior.
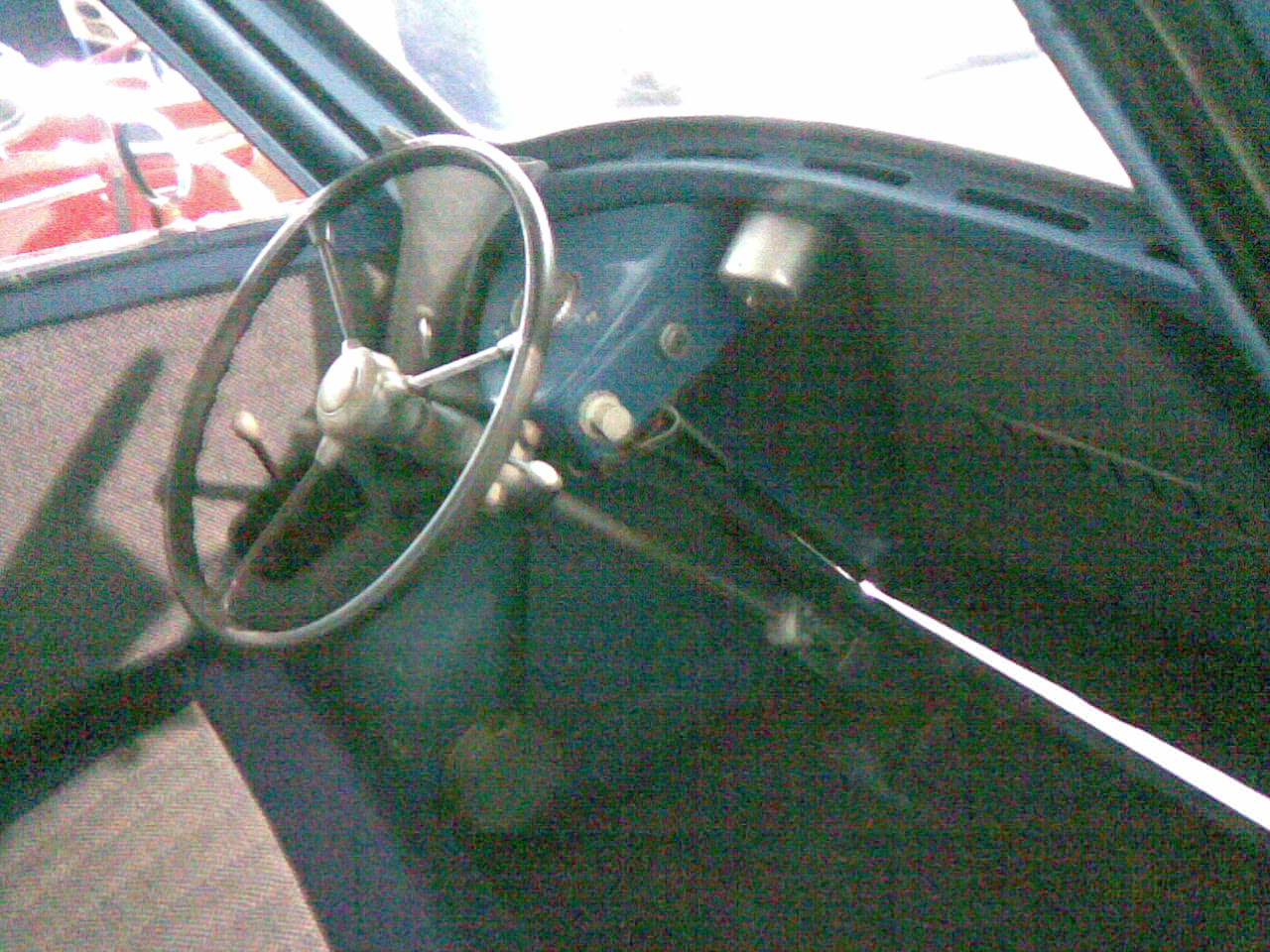
BMW Isetta, vista interior tablero.
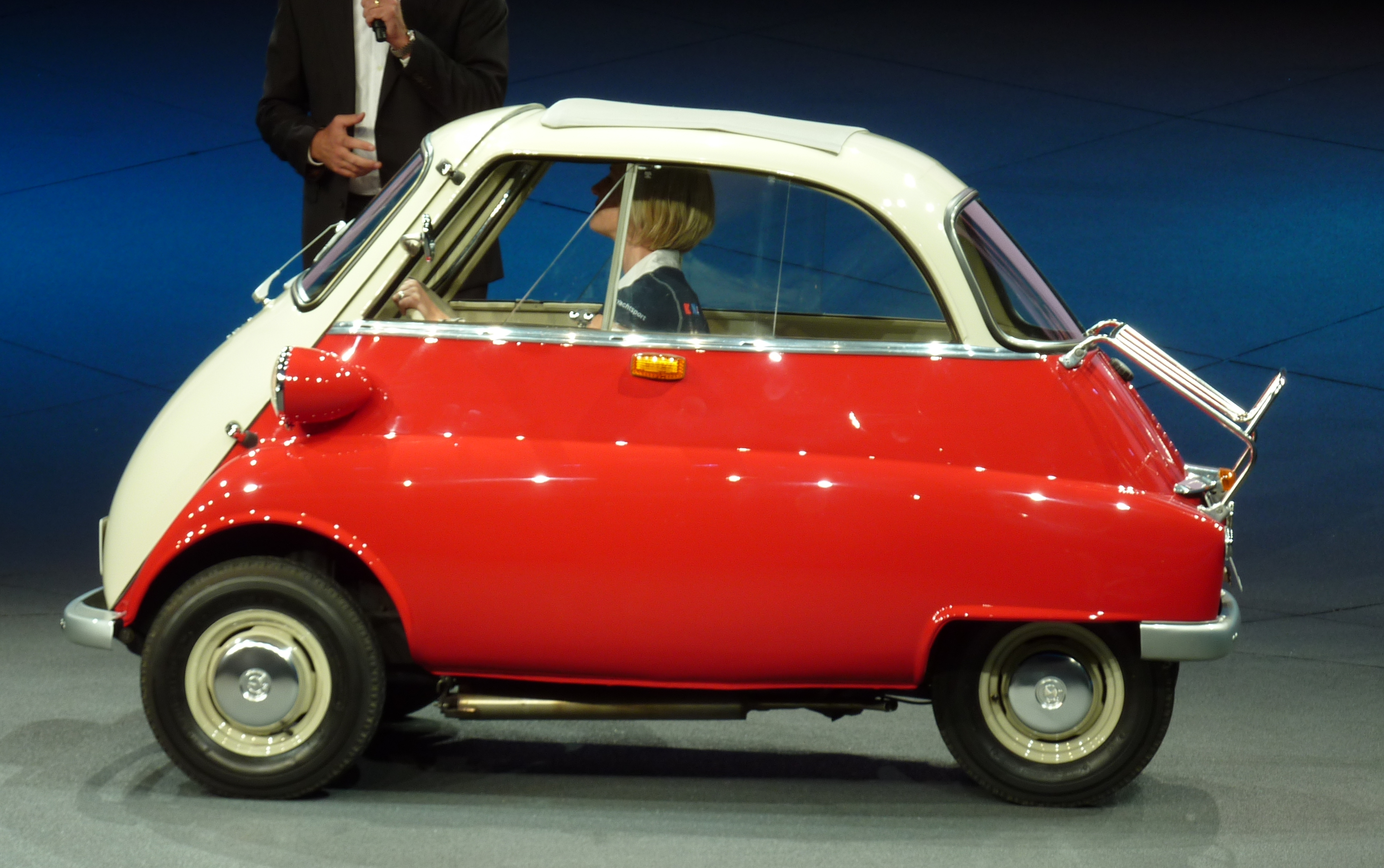
BMW Isetta en el IAA 2009.